# Pralatrexát
A pralatrexát szürkésfehér–sárga szilárd anyag. Vízben oldódik, alkoholban és kloroformban gyakorlatilag oldhatatlan.
Nehezen kezelhető vagy visszatérő periferiális T-sejtes limfóma elleni kemoterápiás szer.

## Működésmód
Az antimetabolitok közé tartozik. Szerkezeti hasonlóságot mutat a folsavval. A rákos sejtek a DNS felépítése során „összetévesztik” a folsavval. Ezáltal a szer kompetitív módon képes gátolni a DNS felépítésében kritikus szerepet játszó dihidrofolát reduktáz enzimet, amely a sejt halálához vezet.
A pralatrexát nagy affinitást mutat a redukált folsavat hordozó fehérje iránt (nagyobbat, mint a hasonló elven működő metotrexát), ezért szelektíven felhalmozódik a limfóma- vagy más daganatsejtekben.

## Mellékhatások
- csontvelőszupresszió, ami trombocitopénia,[2] neutropénia,[3] vérszegénység formájában jelentkezik
- mucositis (nyálkahártya-gyulladás)
- csökkent vesefunkcó
- emelkedett májfunkció (ilyenkor az adagot csökkenteni kell)
- hányinger
- kimerültség

A mellékhatások  jelentősen csökkenthetők folsav és B12-vitamin egyidejű szedésével.
Állatkísérletekben a magzatra nézve toxikusnak bizonyult (FDA D kategória: ellenjavallt). Nem ismert, hogy az anyatejbe átkerül-e.

## Adagolás
Az ajánlott egyszeri adag 30 mg/m². A pralatrexát vizes oldatát kórházban, 3–5 perc alatt intravénás infúzióban adják be heti egy alkalommal, legfeljebb 6-szor ismételve. A kezelés 7 hét szünet után ismételhető meg.

## Készítmények
- Folotyn

Magyarországon nincs forgalomban.
Az FDA 2009 áprilisában engedélyezte a használatát az USA-ban.